# Leísmo

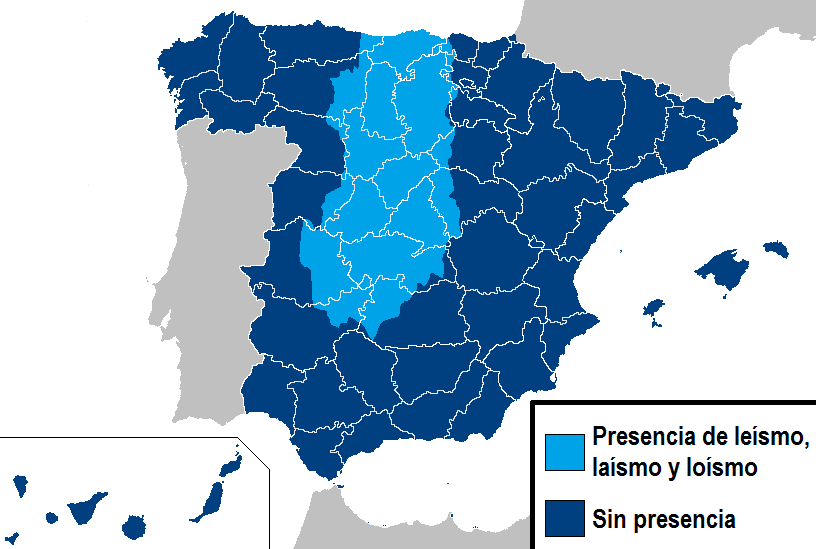
Presencia de leísmo, laísmo y loísmo en los dialectos tradicionales de España.

Leísmo es el nombre dado a determinados usos de los pronombres personales le y les del español, por contraste con lo/los/la/las, en algunas variantes dialectales, de forma que en vez de ser asignados según la diferencia entre complemento indirecto y complemento directo, como ocurre en general en la mayoría de los dialectos del español, son asignados según diferencias de animacidad u otros criterios. Por ejemplo:
(Forma leísta) Juan le ha visto.
(Forma estándar) Juan lo ha visto.
La mayor extensión de estas variantes dialectales se encuentra en el centro de España. Respecto al uso prescriptivo, la RAE tradicionalmente ha aceptado determinadas variantes de leísmo.

## Tipos de leísmo

### Leísmo y normativa lingüística
El leísmo es un rasgo característico de los dialectos del centro de la península ibérica. El dictamen académico originalmente consideraba correcta la forma leísta cuando el complemento directo de la acción es una persona de sexo masculino, e incorrectas otras opciones [cita requerida]. Más tarde se enteraron de que esas opciones incorrectas eran las normales en casi todos los países y también en gran parte de España [cita requerida], por lo que pasó a considerarlas correctas y el leísmo de persona aceptable. Por tanto, para la Academia le vi [a Juan] se tolera, mientras que *le vi [a Inés] o *le vi [al buque] no. En el caso de ser el complemento directo masculino y plural, referido a personas, la Academia considera que aunque el uso de les «no carece de ejemplos literarios», es «desaconsejable en el habla culta»; por tanto, decir les vi llegar (a ellos) es desaconsejado y más aún les vi llegar (a los buques).
La posición oficial de la Academia ha variado con las épocas; durante el siglo XVIII la tendencia a la unificación de los casos era dominante, y de hecho en 1796 la Real Academia dictaminó que el pronombre átono debería usarse para el acusativo masculino con exclusión de lo. No sería hasta 1854 cuando la doctrina se revertiría; atendiendo a una propuesta de Vicente Salvá, se reintrodujo la distinción entre el lo usado para el acusativo y el le dativo. En una primera instancia se reconoció simplemente la legitimidad de la distinción entre pronombres y luego prescribiéndola explícitamente. Para fines de siglo, el dictamen de 1796 se había invertido por completo, y el uso de le se consideró incorrecto, aunque con la salvedad de aceptar el leísmo para el pronombre masculino singular, diciendo que 

...nunca o rarísima vez convendría el «le» acusativo a pronombre de cosa.

El criterio para las rarísimas veces se explicitó poco y mal. Posiblemente a causa de ello, la decisión académica alteró paulatinamente el uso escrito en las regiones no distinguidoras, que por fuerza fueron adecuándose a las normas de la Real Academia Española (RAE).

### Leísmo aparente
Superficialmente similar al leísmo, la variación en el uso pronominal puede deberse también a variaciones dialectales en el régimen de algunos verbos.
La atenuación de la oposición entre dativo y acusativo en el sistema de casos del español ha llevado a tendencias divergentes en cuanto a la utilización de verbos en los que el complemento tradicionalmente considerado directo es raramente explícito. Es el caso de verbos como pegar o enseñar, que se complementan tanto con una referencia personal, en forma de dativo, como una inanimada o abstracta, en forma de acusativo; sin embargo, la segunda es tácita muchas veces, por lo que la forma estándar "el policía le pegó [a la obrera] [un cachiporrazo]" se sustituye muchas veces en algunos dialectos por "el policía la pegó".
Con verbos como tocar, con la estructura de doble objeto típica del español, se admiten tanto las formas él le tocó [a él] como él la tocó [a ella], en que la y le actúan como complemento directo; pero si se añade qué parte de él o ella fue tocada, dicha parte ocupa el papel de complemento directo y la persona tocada pasa a ser complemento indirecto, exigiendo el uso de le en ambos casos masculino y femenino: él le tocó las manos, tanto a él como a ella. Si por el contexto no se decide si se trata de él o de ella, es preciso desambiguarlo añadiendo a él o a ella respectivamente, que junto con le constituyen el complemento indirecto de la frase cuyo complemento directo es las manos.
También se deja al arbitrio del hablante y a consideraciones contextuales la elección del dativo o el acusativo para los verba sentiendi —aquellos que expresan una afección sensitiva, perceptiva o intelectual. En los verba influendi la opción se codifica en la gramática académica según el verbo lleve o no normalmente la preposición a antes de la proposición sustantiva que cumple la función de objeto; así, prohibir se complementa con el pronombre de dativo, mientras que obligar lleva el de acusativo, aunque la estructura funcional es idéntica.

### Leísmo deferente o de cortesía
Una de las formas más extendidas de leísmo, que se emplea aún en variantes que normalmente siguen el modelo distinguidor, es el uso del pronombre de dativo para concordar con la forma de respeto usted. Se ha interpretado de diverso modo como forma de desambiguar con la tercera persona, de separarse de la forma familiar o como extensión del patrón leísta general. En el leísmo de respeto, la forma estándar Ayer lo llamé por teléfono [a usted] se convierte en ayer le llamé por teléfono [a usted]. La Academia la admite, en especial en las fórmulas convencionales de tratamiento y protocolo.

### Leísmo de contacto
Otras formas de leísmo aparecen, también, en dialectos del español que se caracterizan por la situación prolongada de bilingüismo o diglosia en contacto con lenguas en las que el régimen pronominal es distinto. La influencia del guaraní en el español paraguayo, del quechua en el español andino o del vascuence en País Vasco y Navarra llevan en algunos casos a la supresión completa de la diferenciación entre pronombres de dativo y de acusativo, sustituyendo todos los casos por le. Acompañada de una tangible modificación en el empleo de los pronombres, que se utilizan sistemáticamente de manera redundante en todas las funciones —a diferencia de la forma estándar del español, que prescribe la redundancia solo en el dativo: yo le di la carta a mi hermana—, es efecto de la asimilación a un sistema gramatical desprovisto de la distinción de casos. En ocasiones está estigmatizado, sobre todo en las zonas de transición entre dialectos afectados por esta forma de leísmo y dialectos no leístas, pero forma parte de la norma culta en las regiones en que el dialecto leísta es exclusivo o mayoritario, y tiene expresión en la lengua formal y escrita. No cuenta, sin embargo, con la sanción de la RAE.

## Dialectos leístas

### Leísmo castellano septentrional
En la región central de Castilla y León (sin incluir ni el occidente, con León, Zamora y Salamanca, ni el oriente, con Soria) el sistema distinguidor del caso está reemplazado casi totalmente en el habla por un sistema paralelo, basado en las características semánticas del antecedente referencial antes que en la función gramatical. La hipótesis más extendida es que los criterios de construcción atienden a la naturaleza numerable o contable del antecedente, y secundariamente a su género y número; esta distribución se denomina sistema confundidor del caso o referencial, y se expresa en los tres fenómenos paralelos del leísmo, el laísmo y el loísmo. De acuerdo a esta teoría, en el sistema confundidor, la elección de pronombre depende de:
1. la naturaleza numerable o no del complemento; los sustantivos innumerables o continuos (agua, trigo, tierra) se representan por lo;
2. el género del complemento, si es discontinuo o numerable; los sustantivos femeninos se representan por la/las, mientras que los masculinos lo hacen por le / les.

Otros autores disienten con esta hipótesis, sosteniendo que el factor crucial en la selección pronominal es el valor de animacidad concedido al objeto mencionado; así, el lo se limitaría a los objetos inanimados, contables o no, mientras que el le se emplearía para seres vivos, con mayor frecuencia cuanto más similares al humano sean (véase González 1997, passim). Es probable que la diferente evaluación se deba a que aspectos superficialmente similares enmascaren variaciones profundas en el desarrollo del sistema pronominal en distintos dialectos del español.
El área afectada por esta forma de leísmo comprende buena parte de Castilla y León. La forma más pronunciada se manifiesta en Valladolid, el este de León, Palencia y el noroeste burgalés, donde le sustituye a lo y les a los para todos los antecedentes animados de género masculino. El resto de la provincia de Burgos, las zonas aledañas a Valladolid y las regiones leístas de Segovia y Soria oscilan entre les y los para el plural, usando le invariablemente para el singular. En la Provincia de Salamanca, Ávila y las zonas de transición entre estas, Madrid y Cáceres el plural no es leísta salvo en raros casos. También es utilizada fuera de España, en Misiones, provincia de Argentina. Menos estudiada es la distribución del leísmo para el pronombre femenino, que la mayoría de los autores juzgan limitada al habla popular, aunque no se dispone de investigación sociolingüísticas en profundidad.
Asimismo, en la mayor parte de Cantabria se sustituye el pronombre acusativo masculino contable lo, por el pronombre le, como en los ejemplos: Vimos ese perro y le compramos. A Juan hace mucho que no le veo. No llego a coger el libro, por favor, alcánzamele.

## Evolución histórica
En muchas lenguas, se ha producido un cambio de régimen del uso del dativo por el acusativo o viceversa para estructurar de una manera más clara varias funciones. Así, el uso del dativo para el verbo ayudar en latín, se ha sustituido por el acusativo en francés (Je l'aide) o en catalán (l'ajudo), algo que también se produjo en algunas regiones de lengua castellana.
Pero el fenómeno de alteración de todo el sistema de pronombres es una innovación del español respecto al latín que no halla correlación en otras lenguas romances o variantes del español; refleja la tendencia a eliminar la diferencia funcional entre los antiguos casos acusativo y dativo —que en español sobreviven solo en la declinación pronominal— por medio del género. En efecto, la distinción entre casos gramaticales ha desaparecido en gran medida de la lengua castellana, que emplea preposiciones para suplirla. El sistema pronominal no leísta es una de las únicas instancias de conservación del complejo sistema de pronombres del latín en español; lingüísticamente se «lo» estudia como sistema distinguidor del caso.

## El leísmo en América
Aunque el leísmo se ha documentado como un fenómeno que se ha propagado en España, también se ha documentado y estudiado en Hispanoamérica aparte de casos de contacto con otras lenguas.[cita requerida] Un factor que influye en la inclusión del dativo o acusativo es el tipo de verbo. Con verbos de percepción como «oír» y «ver», el dativo se usa como objeto directo en América Central, Argentina, Chile y Perú. Otros verbos que tienen una alternancia entre el dativo y el acusativo son: aconsejar, avisar, enseñar, obedecer, picar, y temer. La alternancia con estos verbos ocurre especialmente en Argentina, Chile, Uruguay y Perú. El tipo y la frecuencia del verbo pueden influir en el tipo de pronombre que se usa. Aunque muchos estudios sobre el leísmo se centran en varias regiones de España, se ha identificado como un fenómeno en América con factores que influyen en su frecuencia y uso.